# Vall de Boí katalán-román stílusú templomai

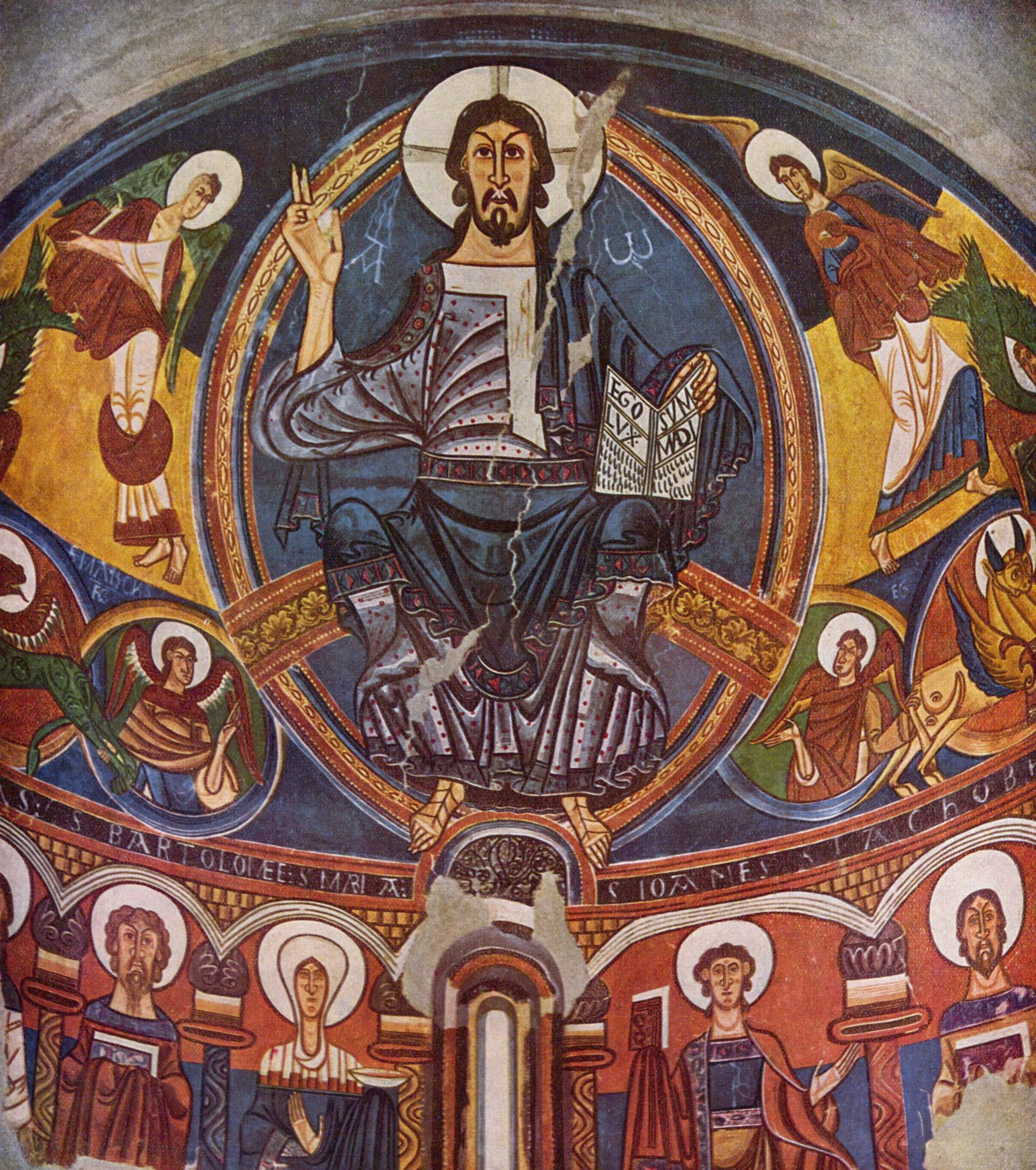
Román freskó Sant Climent de Taüll (San Clemente de Tahull) templomából, ma az MNAC-ben

A Vall de Boí katalán-román stílusú templomai a katalán Lérida (katalánul Lleida) tartományban, a Pireneusok gyönyörű természeti környezetében bújnak meg. A hasonló külsővel rendelkező és nagy értékű, kielégítő állapotban fennmaradt román templomok – melyek e művészeti stílus legkifejezőbb elemei közé tartoznak a spanyolországi Katalóniában – a világörökség kincseivé váltak.
A Boí-völgy Barruera, Boí, Cardet, Còll, Durro, Erill la Vall, Saraís és Taüll településeit rejti. E települések még sokhelyütt megőrizték középkori képüket, hagyományos építészetük egyes tulajdonságait. A templomok együttesen kitűnően mutatják a korai katalán-román stílus jellemzőit, mely lombard hatásra alakult ki, és a 11-12. században dominált leginkább. Jellemzői a latin kereszt alaprajz, az apró kövek felhasználása, a fából készült tetőzet, a több – akár öt-hat- emeletes harangtornyok, a vakablakok, az oltár alatti sírkamrák, a hajók egyszerű oszlopokkal történő elválasztása és a mindenütt előforduló oszlopcsarnokok. Később megjelent a változatosabb alaprajz, a szobrokkal díszített belső tér, az elválasztó pillérek oszlopdíszítése, a nagyobb méretű ablak és nagyobb fesztávolságú boltív is.
Sok e templomok közül értékes falfestményekben gazdag. A 20. században védelmük megőrzése érdekében e kincseket másolatokkal helyettesítették, s az eredetiek a Katalán Nemzeti Múzeumba kerültek.

## Műemlékek
A katalán völgy többségében 12. századi templomait 2000-ben vette fel az UNESCO világörökség védett értékei közé. A következő épületek alkotják a jelenlegi listát:
- Iglesia de la Nativitat de la Mare de Déu (katalánul Església de la Nativitat): a másképpen Szűz Mária nevére is felszentelt 12. századi egyhajós román templom ötszintes harangtoronnyal. Retablója a La Seu d'Urgell városában található Egyházi Múzeumban került elhelyezésre. Oltárképe a Katalán Nemzeti Múzeumban tekinthető meg.

- Iglesia de San Clemente de Tahull (katalánul Església de Sant Climent de Taüll): 11-12. századi építésű, 1123 decemberében felavatott román templom, a környék jelképe. Háromhajós épület hatszintes harangtoronnyal. Apszisának freskói 1123 előtt keletkeztek, eredetiben a Katalán Nemzeti Múzeumban láthatók.

- Iglesia de San Juan de Boí (katalánul Església de Sant Joan de Boí): A Szent János tiszteletére felszentelt 12. századi egyhajós templom Boi-ban áll. Tetejét kőboltozatosra cserélték. Falfestményei a Katalán Nemzeti Múzeumba kerültek.

- Iglesia de San Quirc de Durro (katalánul Església de Sant Quirze de Durro): egyhajós 12. századi román templom félkör alakú apszissal, alacsony, nem emeletes harangtoronnyal.

- Iglesia de Sant Feliú de Barruera (katalánul Església de Sant Feliu): a barruerai Szent Félix-templom a Boí völgy központjában a 12. században épült és később újabb hajóval bővítették ki.

- Iglesia de Santa Eulalia de Erill-la-Vall (katalánul Església de Santa Eulàlia de Erill la Vall): Szent Eulália nevét viseli a 12. századi plébániatemplom, mely egyúttal a Pireneusok egyik legszebb román temploma. Egyhajós épület, hatemeletes harangtorony tartozik hozzá. Szoborcsoportját a Katalán Nemzeti Múzeumban őrzik.

- Iglesia de Santa María de Cardet (katalánul Església de Santa Maria de Cardet): A cardet-i Szűz Mária nevére felszentelt épület egy 12. századi egyhajós kis templom, félkör alakú apszissal.

- Iglesia de Santa María de Coll (katalánul Església de Santa Maria de Còll): A Còll helységben álló Szűz Mária-templom 12. századi egyhajós egyapszisú imaház, falfestményeit eltávolították és Katalán Nemzeti Múzeumban láthatók.

- Iglesia de Santa María de la Asunción de Tahull (katalánul Església de Santa Maria de l'Assumpció de Taüll): a Taüllben található Szűz Mária tiszteletére 1123 decemberében felszentelt háromhajós templom négyszintes harangtoronnyal rendelkezik a déli hajó közepén.

## Ajánlott irodalom
- TOMÀS BONNEL, Jordi; Descobrir Catalunya, Premsa Catalana, Barcelona, 1994 (katalán)
- ENRÍQUEZ DE SALAMANCA, Cayetano. Por el Pirineo catalán. Edita: el autor. ISBN 84-400-3176-9 (spanyol)
- JUNYENT, Eduard. Rutas románicas de Cataluña/I. Editorial Encuentro, Madrid 1995. ISBN 84-7490-390-4 (spanyol)